# Oconto County
Das Oconto County ist ein County im US-amerikanischen Bundesstaat Wisconsin. Im Jahr 2020 hatte das County 38.965 Einwohner und eine Bevölkerungsdichte von 15,1 Einwohnern pro Quadratkilometer. Der Verwaltungssitz (County Seat) ist Oconto.

## Geografie
Das County liegt im Nordosten von Wisconsin und grenzt im Osten an die Green Bay des Michigansees. Es hat eine Fläche von 2976 Quadratkilometern, wovon 391 Quadratkilometer Wasserfläche sind. Große Teile des Countys sind mit Laubwäldern bestanden. Die vorherrschende Baumart ist der Ahorn. Durchflossen wird das County vom namensgebenden Oconto River. An das Oconto County grenzen folgende Nachbarcountys:
| Langlade County  | Forest County | Marinette County |
| Menominee County |               |                  |
| Shawano County   | Brown County  |                  |

## Klima
Das Wetter ist im Sommer oft warm und sonnig, allerdings kann es auch sehr starke Gewitter geben. Im Herbst kann man den sogenannten „Indian Summer“ (= „Altweibersommer“) bewundern. Es wird sehr schnell kalt und im Winter kann es Temperaturen bis zu −40 °C geben. Es schneit sehr oft. Der Schnee schmilzt oft erst Mitte März bis Anfang April. Das heißt, dass der Frühling oft kurz ist, allerdings wird es auch schnell warm.

## Geschichte
Das Oconto County wurde 1851 als Original-County auf zuvor von Indianern besiedelten Gebiet gegründet. Benannt wurde es nach dem Oconto River.

## Bevölkerung

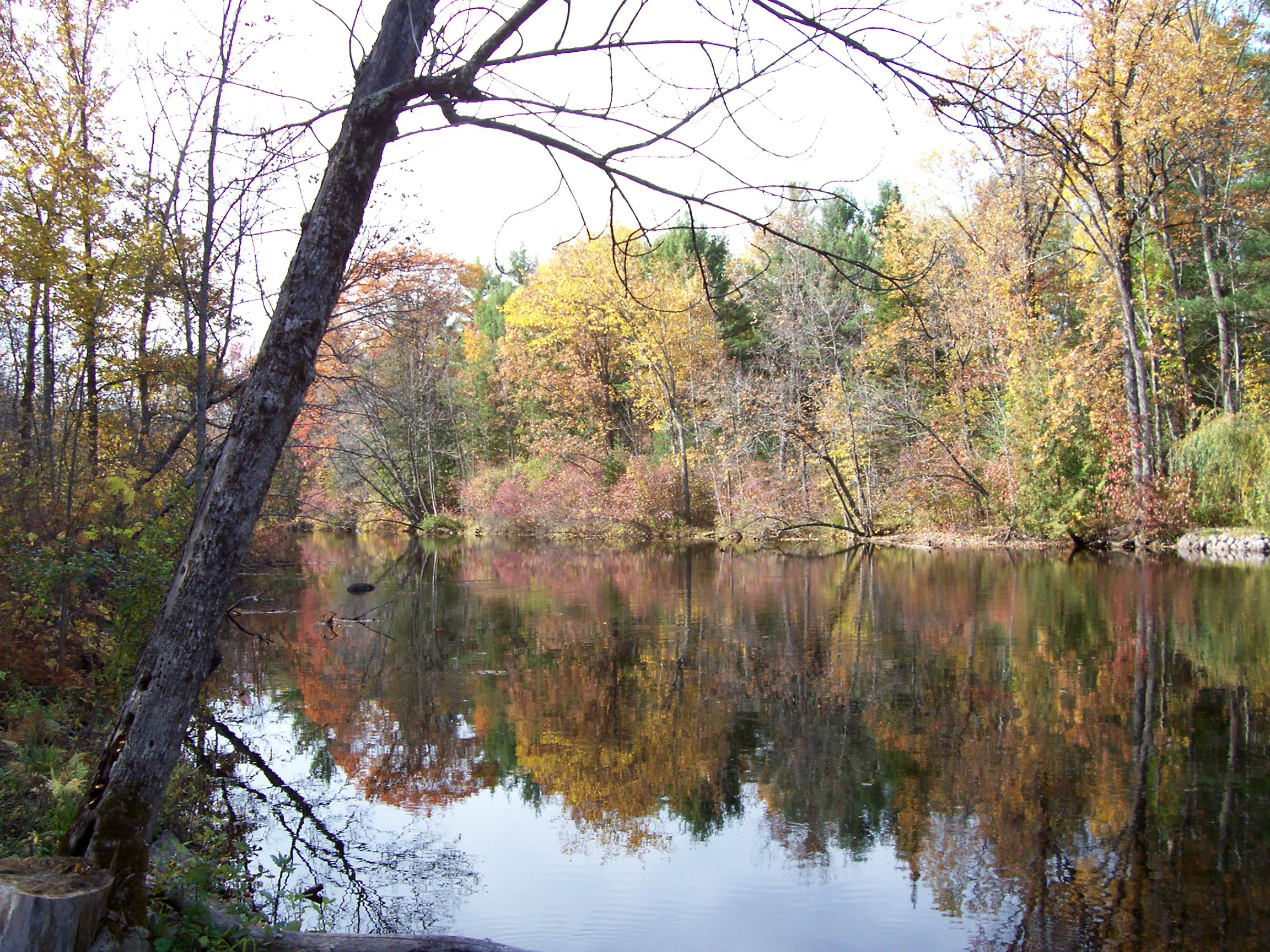
Der Oconto River

Nach der Volkszählung im Jahr 2010 lebten im Oconto County 37.660 Menschen in 16.033 Haushalten. Die Bevölkerungsdichte betrug 14,6 Einwohner pro Quadratkilometer. In den 16.033 Haushalten lebten statistisch je 2,33 Personen.
Ethnisch betrachtet setzte sich die Bevölkerung zusammen aus 96,9 Prozent Weißen, 0,3 Prozent Afroamerikanern, 1,3 Prozent amerikanischen Ureinwohnern, 0,4 Prozent Asiaten sowie aus anderen ethnischen Gruppen; 1,0 Prozent stammten von zwei oder mehr Ethnien ab. Unabhängig von der ethnischen Zugehörigkeit waren 1,7 Prozent der Bevölkerung spanischer oder lateinamerikanischer Abstammung.
20,8 Prozent der Bevölkerung waren unter 18 Jahre alt, 61,2 Prozent waren zwischen 18 und 64 und 18,0 Prozent waren 65 Jahre oder älter. 49,0 Prozent der Bevölkerung waren weiblich.

Das jährliche Durchschnittseinkommen eines Haushalts lag bei 50.763 USD. Das Pro-Kopf-Einkommen betrug 26.235 USD. 10,9 Prozent der Einwohner lebten unterhalb der Armutsgrenze.

## Sonstiges
Im Herbst ist sogenannte „Hunting Season“ (Jagdsaison). Diese wird – wie in allen Teilen Wisconsins – auch schon von den Kleinsten ausgeübt. Durch die vielen Wälder im County wird auch in Oconto viel gejagt.
Im Frühjahr kann man den beliebten Ahornsirup selbst zapfen. Auch dieses Hobby wird gepflegt und der Sirup ist im ganzen Land bekannt.

## Ortschaften im Oconto County
| Citys - Gillett - Oconto Falls - Oconto | Villages - Lena - Pulaski1 - Suring |

Census-designated places (CDP)
| - Abrams - Krakow2 - Lakewood | - Mountain - Sobieski - Townsend |

Andere Unincorporated Communities
| - Bonita - Breed - Brookside - Chase - County Line3 - Cullen | - Frostville - Hayes - Hickory Corners - Hintz - Klondike - Little Suamico | - Logan - Morgan - Mosling - Oak Orchard - Pensaukee - Sampson | - Sobieski Corners - South Chase - Spruce - Stiles - Stiles Junction - Underhill |

1 – teilweise im Brown und im Shawano County

2 – überwiegend im Shawano County

3 – teilweise im Marinette County

## Gliederung
Das Oconto County ist neben den drei Citys und drei Villages in 23 Towns eingeteilt:
| Town            | Einwohner (2010) | FIPS     |
| --------------- | ---------------- | -------- |
| Town of Abrams  | 1856             | 55-00175 |
| Town of Bagley  | 291              | 55-04275 |
| Town of Brazeau | 1284             | 55-09375 |
| Town of Breed   | 712              | 55-09425 |
| Town of Chase   | 3005             | 55-14125 |
| Town of Doty    | 260              | 55-20475 |
| Town of Gillett | 1043             | 55-29075 |
| Town of How     | 516              | 55-35925 |

| Town                   | Einwohner (2010) | FIPS     |
| ---------------------- | ---------------- | -------- |
| Town of Lakewood       | 816              | 55-42075 |
| Town of Lena           | 727              | 55-43350 |
| Town of Little River   | 1094             | 55-45175 |
| Town of Little Suamico | 4799             | 55-45275 |
| Town of Maple Valley   | 662              | 55-49000 |
| Town of Morgan         | 984              | 55-54200 |
| Town of Mountain       | 822              | 55-54630 |
| Town of Oconto         | 1335             | 55-59375 |

| Town                 | Einwohner (2010) | FIPS     |
| -------------------- | ---------------- | -------- |
| Town of Oconto Falls | 1265             | 55-59425 |
| Town of Pensaukee    | 1381             | 55-61900 |
| Town of Riverview    | 725              | 55-68400 |
| Town of Spruce       | 835              | 55-76450 |
| Town of Stiles       | 1489             | 55-77300 |
| Town of Townsend     | 979              | 55-80325 |
| Town of Underhill    | 882              | 55-81475 |